# Ans Westra
Anna Jacoba Westra CNZM (Leiden, Reino de los Países Bajos, 28 de abril de 1936-Wellington, Nueva Zelanda, 26 de febrero de 2023), más conocida como Ans Westra, fue una fotógrafa nacida en Holanda, destacada por su trabajo en Nueva Zelanda, especialmente la vida maorí en el siglo XX. Su prominencia como artista se vio amplificada por su controvertido libro infantil de 1964 ''Washday at the Pa''.
El número de sus fotografías impresas supera las tres mil, convirtiéndose en una de las más prolíficas del país austral.

## Biografía
En 1957 se graduó diplomada en artes y oficios de la Industrieschool voor Meisjes, un colegio técnico para mujeres de Róterdam. Es mismo año viajó por primera vez a Nueva Zelanda a visitar a su padre, un holandés que se había radicado en ese país hacía varios años.
De su primer trabajo en una tienda de cerámicas Ans pudo ahorrar y comprar su primero automóvil (usado). De esta manera pudo viajar a parajes menos urbanos y lograr cercanía con las realidades maoríes.   
Para 1962 ya había recorrido todo el país, así como varios países vecinos como Tonga y las Filipinas. Entre 1965 y 1969 vivió en Holanda con su hijo mayor. 
A principios de la década de 1990 luchó con su salud mental y fue admitida brevemente en una sala psiquiátrica.
Antes de morir en febrero del 2023 y en compañía de una amigo galerista emprendió un viaje por las carreteras neozelandesas que incluyó visitas a muchas de las personas que retrató o fotografió a lo largo de su vida. 
Tuvo tres hijos (Erik John Westra, Lisa Christina van Hulst y Adrian Jacob van Hulst), a quienes crio como madre soltera. Nunca se casó.

## Inicio de su carrera
Se topó con la fotografía por primera vez en 1956, cuando con su padrastro visitó el Museo Stedelijk que albergaba la ambiciosa exposición The Family of Man. 
En 1957, en su vigésimo primer año, viajó a Nueva Zelanda. Se basó en Wellington y tuvo pronta acogida en clubes de fotógrafos y estudios.
Allí conoció la organización Ngāti Pōneke — una institución pan-tribal que acogía a los maorís urbanos de Wellington. Publicó frecunetemente en la revista Te Ao Hou, convirtiéndose prácticamente en la fotografía oficial de las comunidades aborígenes de Nueva Zelanda. 

## Posicionamiento profesional
Gran parte de su trabajo inicial fue para la Rama de Publicaciones Escolares del Departamento de Educación y Te Ao Hou.  En junio del año 1978 documentó el último día de la intervención artística Vacant Lot of Cabbages y en 1979 fotografió los conciertos de Ben Burn Parkque formaban parte de Summer City de Wellington.
En 1982 se estableció un archivo de los negativos de Westra en la Biblioteca Alexander Turnbull de Wellington.  
A fines de la década de 1980 y 1990 realizó varias residencias de artistas, entre ellas una en el Dowse Art Museum, Lower Hutt (1988–89), Tylee Cottage Residency, Wanganui (1993). En 1998, Westra fue artista residente en la Escuela de Bellas Artes de Otago, Otago Polytechnic . 

## Edad madura
En los últimos años de su vida, Westra quedó impedida para manejar o siquiera subirse a un campero como los que había usado durante su juventud. 
Al momento de su muerte el archivo de sus negativos digitalizados por la Biblioteca Nacional de Nueva Zelanda superaba los 300 mil.
Murió en Wellington debido a complicaciones cardiacas.

## Estilo y temáticas
Aunque su especialidad y mayor parte de su trabajo se centran en la vida maorí, el lente de Westra registró pandilleros, turistas, jugadores de rugby, activistas maoríes por los derechos territoriales, neozelandeses islámicos, trabajadoras sexuales y muchos otros grupos.
Contrario a los corresponsales de prensa u otros fotógrafos convencionales, los valores distintivos de su trabajo se destacan por lograr una cercanía con los protagonistas de sus fotografías. En sus propias palabras:
Realmente no hago fotografía como la gente de la prensa. Ellos miran el evento y buscan la gran toma, yo me fijo más en cómo la gente lo vive

## Ante la vida maorí
El tiempo de vida de Westra coincidió con la migración de comunidades maorís a las ciudades en búsqueda de trabajo y nuevas oportunidades. 
“Interactuaban de manera diferente, tan natural y libre, tan espontáneamente. Me enseñaron cómo puede ser la vida familiar”.

## Equipo
Utilizó siempre una Rolleiflex, la cual aprendió a manejar ella misma. Destacó así el beneficio de usar este tipo de cámaras: 
```
No las usas a la altura de los ojos, no oscureces tu propia visión. La gente no es tan consciente de una pequeña caja a la altura de la cintura, por lo que no interrumpes tu propia interacción con la escena. Yo interactúo lo menos posible...cuando fotografío la gente parece olvidarse de mí realmente
.
[
5
]
```

## Controversias
El libro Washday at the Pā fue publicado en 1964. Es un libro fotografiado, ilustrado y escrito por Westra. Originalmente se pensó como una serie continua sobre familias de todo el mundo. Este primer volumen contaba la historia de una familia rural maorí que vivía feliz en una casa en ruinas.
La Liga de Bienestar de Mujeres Maoríes se indignó: "Las condiciones de vida no son típicas de la vida maorí, incluso en áreas remotas; hay pocos maoríes viviendo en tales condiciones hoy en día... Si el objetivo de la publicación era representar una relación familiar maorí feliz, se afirma que se podría haber elegido un entorno familiar más típico y promedio".
En 1964 el Ministerio del Interior de Nueva Zelanda mandó a recoger y destruir todos los ejemplares de su libro infantil por considerarlo una ofensa para la población nativa. El libro volvió a editarse en el 2011. En el año 2013 ella misma visitó a la mayoría de las personas que habían sido fotografiadas para entregarles una copia del libro.
De acuerdo a ciertos medios, es difícil imaginar que hoy en día el lente de Westra se celebrara tanto como en las décadas pasadas.

## Exposiciones destacadas
- 2006: Museo de Etnología de Leiden.
- 2019-2020: Pūkana: moments in Māori performance, Biblioteca Nacional de Wellington.
- 2019: Galería Anastasia Photo de Nueva York

## Libros
Los libros de Westra se publicaron antes de que el uso de las palabras maoríes se generalizara en Nueva Zelanda. Por eso también se consideraron un valioso aportes para la preservación y difusión de este idioma. 
- Notes on the Country I Live In and Wellington City Alive (1976)
- Whaiora: The Pursuit of Life” con Kāterina Mataira, una autora Māori (1985)
- Behind the Curtain: Photographs of the sex industry (2000)
- The Crescent Moon: The Asian face of Islam in New Zealand (2009)
- Ngā Tau ki Muri = Our Future, centrado en la degradación ambiental en el campo de Nueva Zelanda. (2013)

## Premios
- 1960: premio de la revista Uk Photography Reino Unido por su trabajo titulado Asignación No. 2.
- 1996: recibió el premio inaugural Southland Art y el Premio Foundation Artist in Residence de Southland Art Foundation, Southern Institute of Technology, Southland Museum and Art Gallery y Creative New Zealand
- 1998: La orden al mérito de Nueva Zelanda
- 2007: fue reconocida por la Arts Foundation de Nueva Zelanda como artista icónica
- 2015: doctorado honoris causa por parte de la Universidad de Massey

## Otras fuentes
https://collections.tepapa.govt.nz/topic/953
https://www.nzherald.co.nz/nz/acclaimed-documentary-photographer-ans-westra-dies/H3SMPUELWNHQNPYNKFNIYWSGRE/
- Datos: Q4770484
- Multimedia: Ans Westra / Q4770484